# Plenty of Power
Plenty of Power es el décimo álbum de estudio de la banda de heavy metal canadiense Anvil, publicado el 3 de abril de 2001.

## Lista de canciones
Todas las canciones escritas y compuestas por Anvil. 
| N.º | Título                                  | Duración |  |
| 1.  | «Plenty of Power»                       | 4:02     |  |
| 2.  | «Groove Science»                        | 3:21     |  |
| 3.  | «Ball of Fire»                          | 3:51     |  |
| 4.  | «The Creep»                             | 3:39     |  |
| 5.  | «Computer Drone»                        | 6:16     |  |
| 6.  | «Beat the Law»                          | 3:35     |  |
| 7.  | «Pro Wrestling»                         | 4:28     |  |
| 8.  | «Siren of the Sea»                      | 4:15     |  |
| 9.  | «Disgruntled»                           | 3:20     |  |
| 10. | «Real Metal»                            | 4:23     |  |
| 11. | «Left Behind» (Versión para Canadá)     | 5:25     |  |
| 12. | «Dirty Dorothy» (Versión para Alemania) | 4:34     |  |

## Créditos
- Steve "Lips" Kudlow – voz, guitarra
- Ivan Hurd – guitarra
- Glenn Gyorffy – bajo
- Robb Reiner – batería